# Hannes Garré
Hannes Garré (16 februari 1997) is een Belgisch voormalig acro-gymnast. 

## Levensloop
Samen met Jonas Anthoon, Robin Casse en Noam Patel behaalde hij in 2019 zilver op de wereldbeker-manche in het Portugese Maia en brons in de Belgische WB-manche te Puurs. Daarnaast behaalde het kwartet zilver in de balansoefening en brons in de allround-rangschikking op het EK van 2019 in het Israëlische Holon.